# Kleingebiet Sopron-Fertőd
Das Kleingebiet Sopron-Fertőd (ungarisch Sopron–Fertődi kistérség) war bis Ende 2012 eine ungarische Verwaltungseinheit (LAU 1) innerhalb des Komitats Győr-Moson-Sopron in Westtransdanubien.  Im Zuge der Verwaltungsreform von 2013 gingen 39 Ortschaften in den Nachfolger-Kreis Sopron (ungarisch Soproni járás) über, Répceszemere (296 Ew.) kam in den Kreis Kapuvár.
Ende 2012 zählte das Kleingebiet auf 877,13 km² Fläche 99.567 Einwohner, nach Győr die zweithöchste Bevölkerungszahl. Die Bevölkerungsdichte lag mit 114 leicht über dem Durchschnitt des Komitats.
Der Verwaltungssitz befand sich in Sopron. Die Stadt mit Komitatsrecht zählte 60.528 Einwohner. Weitere Städte waren Fertőd mit 3.344 und Fertőszentmiklós mit 3.876 Einwohnern. Nagycenk (1.945 Ew.) war die einzige Großgemeinde (ungarisch Nagyközség).

## Ortschaften
| Ágfalva (Agendorf)                 | Agyagosszergény (Lettenbrunn-Siegling) | Csáfordjánosfa (Stafurt-Jenselsdorf)              | Csapod (Toboldsdorf)             | Csér (Gschür)           |
| Ebergőc (Ebergötzen)               | Egyházasfalu                           | Fertőboz (Holling)                                | Fertőd                           | Fertőendréd (Großandrä) |
| Fertőhomok (Amhagen)               | Fertőrákos (Kroisbach)                 | Fertőszentmiklós (Sankt Niklaus am Neusiedlersee) | Fertőszéplak (Schlippach am See) | Gyalóka (Jülacken)      |
| Harka (Harkau)                     | Hegykő (Heiligenstein)                 | Hidegség (Kleinandrä)                             | Iván (Johannsdorf)               | Kópháza (Kohlnhof)      |
| Lövő (Markt Schützen)              | Nagycenk (Großzinkendorf)              | Nagylózs (Losing)                                 | Nemeskér (Altedlein)             | Pereszteg (Pernstegen)  |
| Petőháza (Pöttelshof)              | Pinnye (Pinier, Freindorf)             | Pusztacsalád (Altschladen)                        | Répceszemere (Semmerach)         | Répcevis (Heils)        |
| Röjtökmuzsaj (Richting-Mannschein) | Sarród (Schrollen)                     | Sopron (Ödenburg)                                 | Sopronhorpács (Ruppersdorf)      | Sopronkövesd (Giesing)  |
| Szakony (Zagersdorf)               | Újkér (Neuedlein)                      | Und (Undten)                                      | Völcsej (Wültschen)              | Zsira (Tening)          |

Das Gebiet von Sopron-Fertöd um 1870–1880 (Aufnahmeblätter der Landesaufnahme)
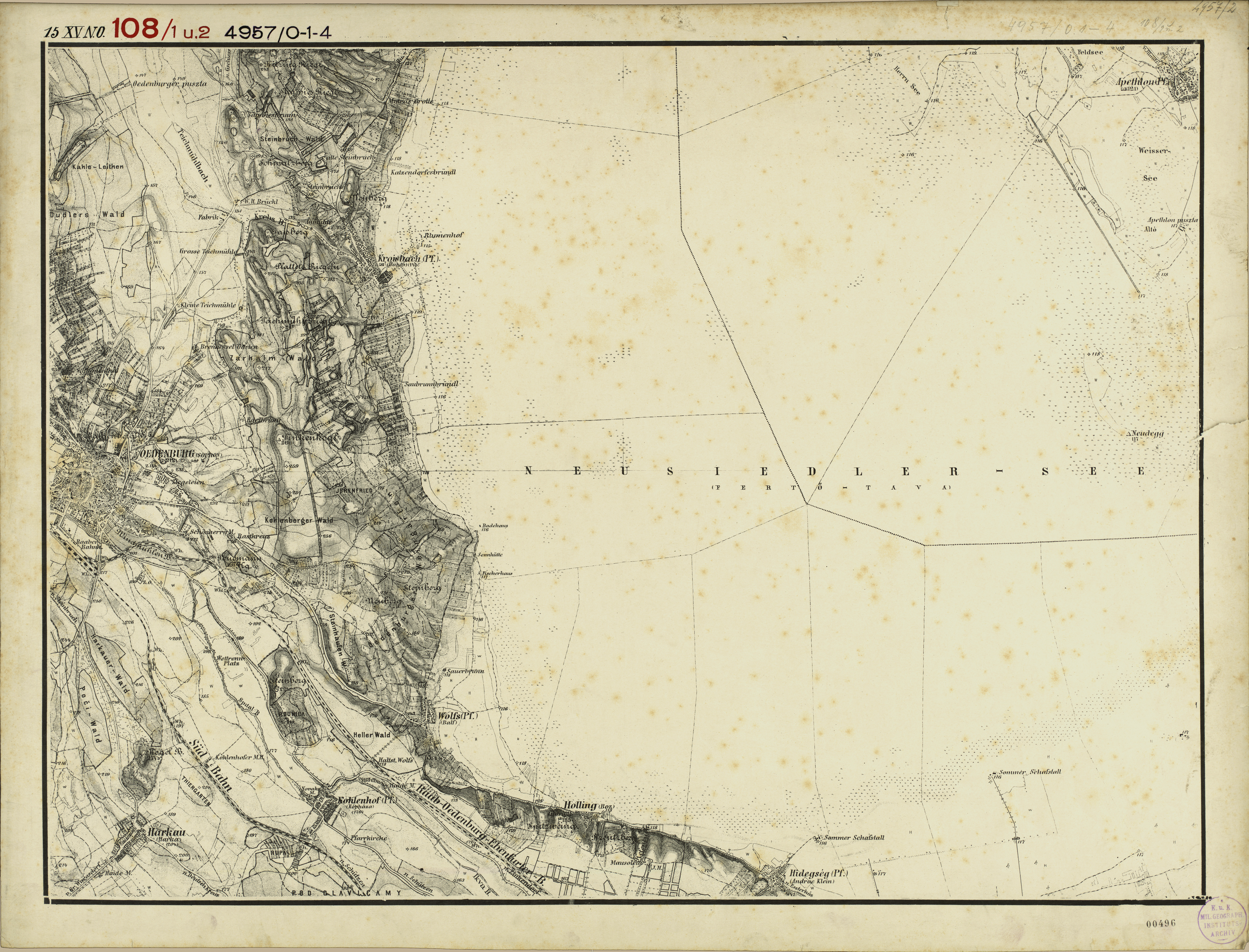
Ödenburg/Sopron
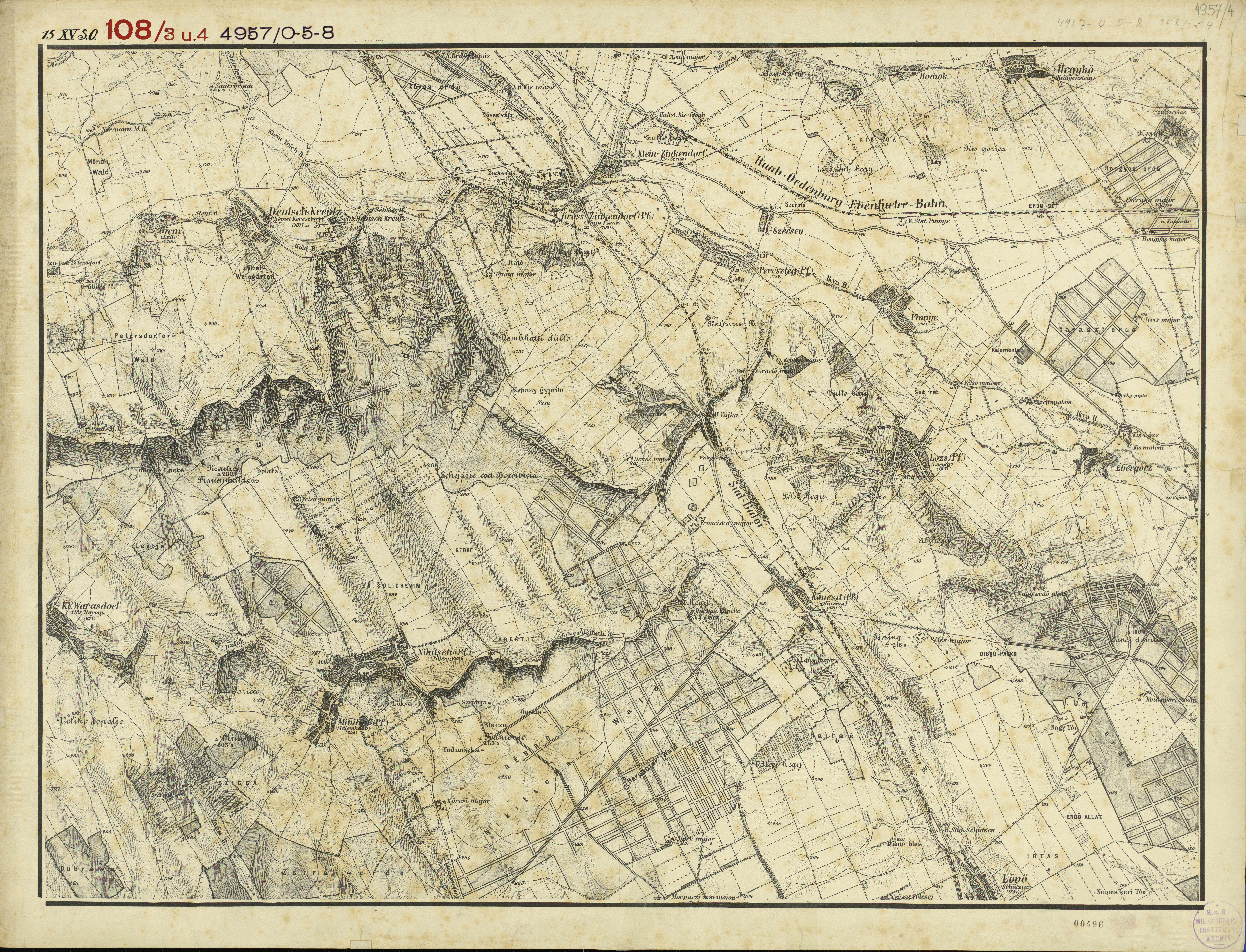
Groß und Klein Zinkendorf/Nagycenk (Mitte oben)
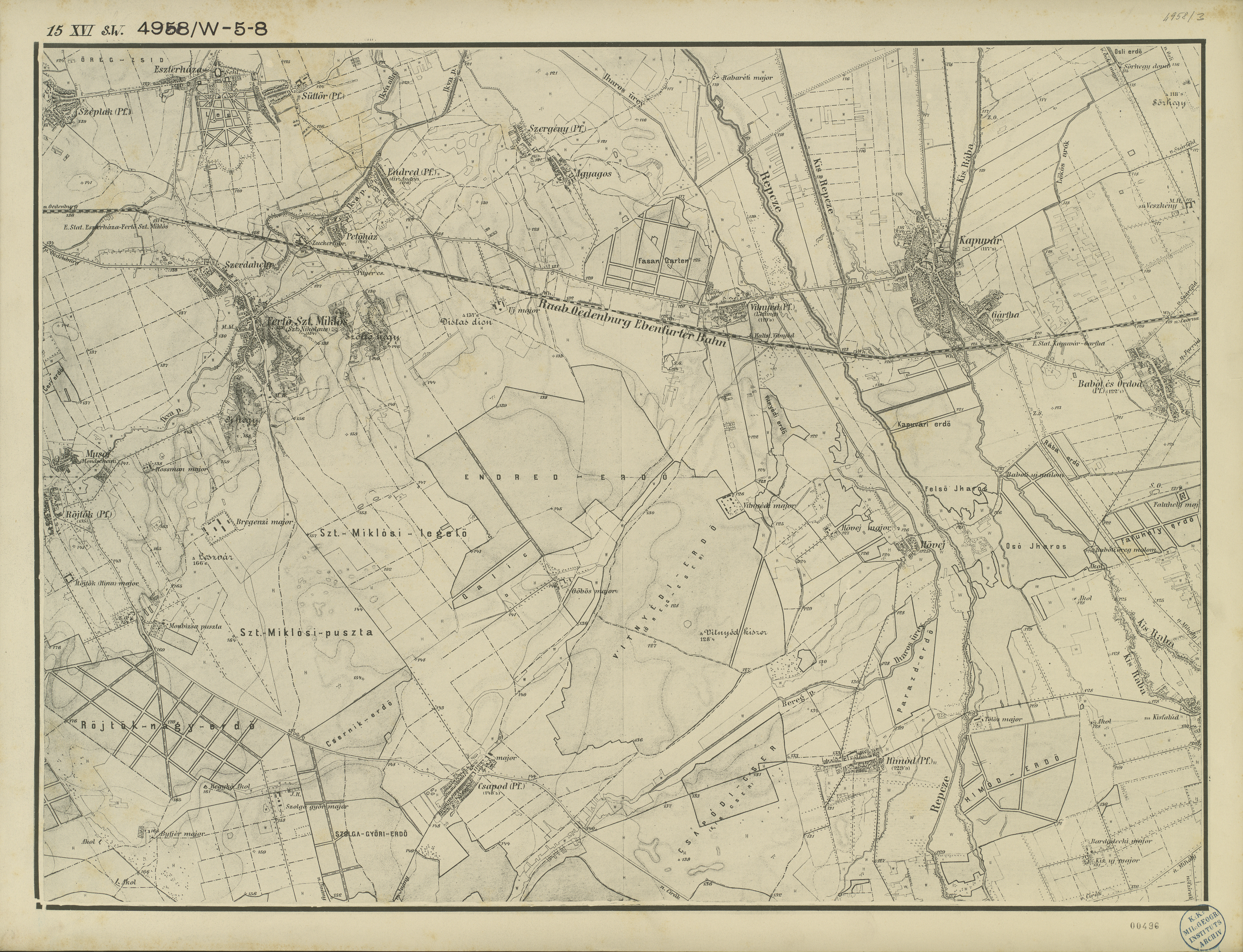
Fertö Szt. Miklós, Eszterháza
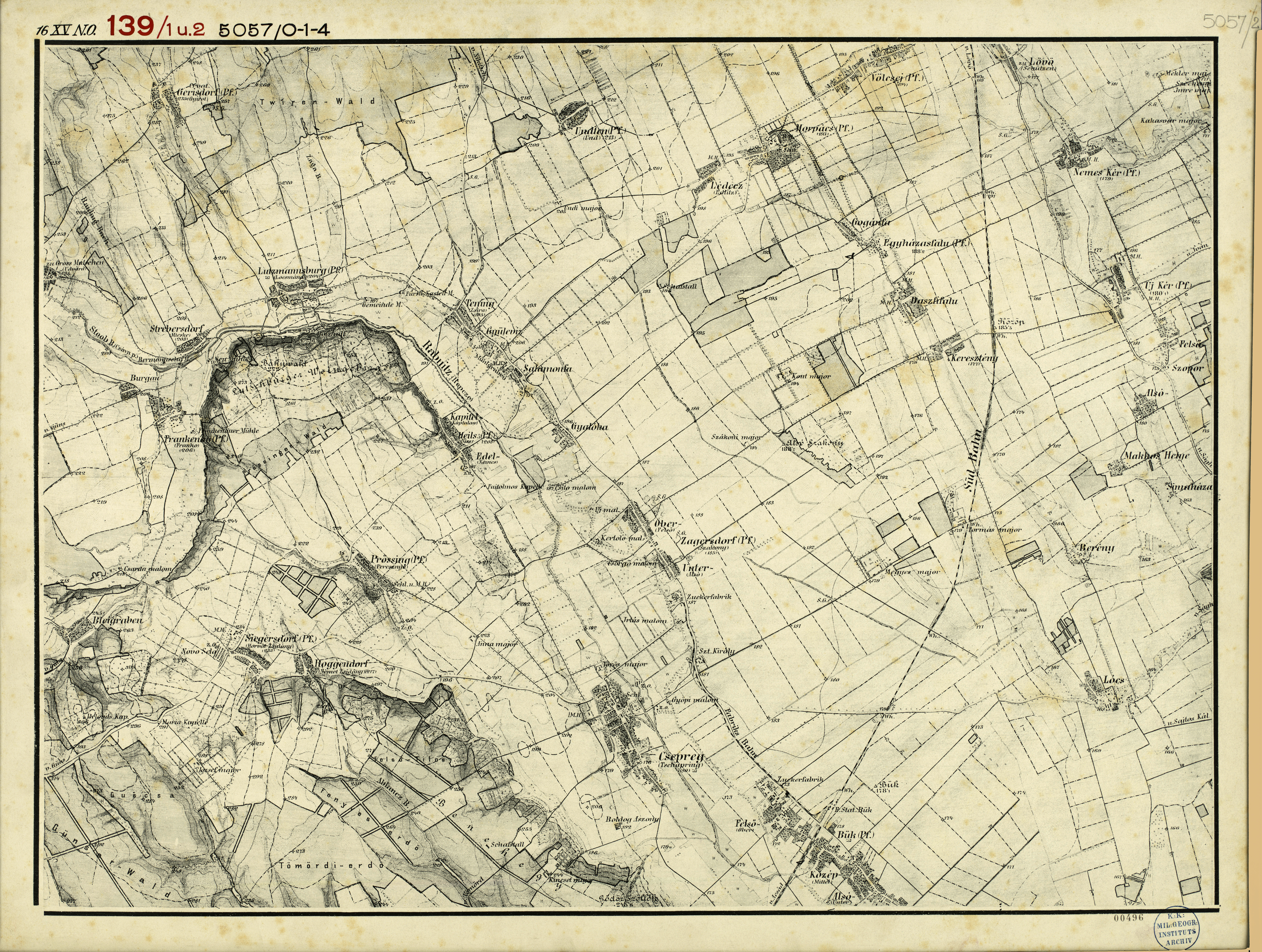
Lutzmannsburg (Mitte links)